# Roberto Baggio
Roberto Baggio OMRI (Phát âm tiếng Ý: [roˈbɛrto ˈbaddʒo]; sinh ngày 18 tháng 2 năm 1967) là một cựu cầu thủ bóng đá chuyên nghiệp người Ý, người chủ yếu chơi ở vị trí tiền đạo thứ hai hoặc tiền vệ tấn công, mặc dù anh có khả năng chơi ở một số vị trí tấn công. Anh là cựu chủ tịch bộ phận kỹ thuật của Liên đoàn bóng đá Ý. Là một cầu thủ sáng tạo có năng khiếu kỹ thuật và chuyên gia về tình huống cố định, nổi tiếng với những cú sút phạt, kỹ năng rê bóng và ghi bàn, Baggio được nhiều người coi là một trong những cầu thủ vĩ đại nhất mọi thời đại. Năm 1999, anh đứng thứ tư trong danh sách Cầu thủ xuất sắc nhất thế kỷ của FIFA được bình chọn trên mạng, và được chọn vào Đội hình trong mơ của FIFA World Cup năm 2002. Năm 1993, anh được vinh danh là Cầu thủ xuất sắc nhất thế giới của FIFA và giành được Quả bóng vàng. Năm 2004, anh được Pelé ghi tên trong FIFA 100, danh sách những cầu thủ còn sống vĩ đại nhất thế giới.
Baggio đã chơi cho đội tuyển Ý trong 56 trận, ghi 27 bàn và là cầu thủ ghi bàn nhiều thứ tư cho đội tuyển quốc gia , cùng với Alessandro Del Piero. Anh đóng vai chính trong đội tuyển Ý đã đứng thứ ba tại FIFA World Cup 1990,anh ghi được hai bàn thắng. Tại World Cup 1994, anh đã dẫn dắt Ý vào chung kết, ghi 5 bàn, nhận Quả bóng bạc World Cup và có tên trong Đội hình toàn sao World Cup. Mặc dù anh là cầu thủ ngôi sao của Ý tại giải đấu năm đó, nhưng anh lại sút hỏng quả phạt đền quyết định trong loạt sút luân lưu trong trận chung kết với Brazil. Tại World Cup 1998, anh ghi hai bàn trước khi Ý bị nhà vô địch giả đấu năm đó là Pháp loại ở tứ kết. Baggio là người Ý duy nhất ghi bàn ở ba kỳ World Cup, và với chín bàn thắng, anh giữ kỷ lục ghi nhiều bàn thắng nhất trong các giải đấu World Cup cho Ý, cùng với Paolo Rossi và Christian Vieri.
Năm 2002, Baggio trở thành cầu thủ Ý đầu tiên sau hơn 50 năm ghi hơn 300 bàn thắng trong sự nghiệp; anh là cầu thủ người Ý ghi bàn nhiều thứ năm trên mọi đấu trường với 318 bàn thắng. Năm 2004, trong mùa giải cuối cùng của sự nghiệp, Baggio trở thành cầu thủ đầu tiên sau hơn 30 năm ghi được 200 bàn thắng ở Serie A, và là cầu thủ ghi bàn nhiều thứ bảy mọi thời đại ở Serie A, với 205 bàn thắng.[24] Năm 1990, anh chuyển từ Fiorentina đến Juventus với mức phí chuyển nhượng kỷ lục thế giới.[25] Baggio đã giành được hai danh hiệu Serie A, một Coppa Italia và một UEFA Cup khi chơi cho bảy câu lạc bộ Ý khác nhau trong sự nghiệp của mình (Vicenza, Fiorentina, Juventus, AC Milan, Bologna, Inter Milan và Brescia).
Baggio được biết đến với cái tên Il Divin Codino ("tóc đuôi ngựa"), vì kiểu tóc anh để trong phần lớn sự nghiệp, vì tài năng và vì niềm tin Phật giáo của mình.[26] Năm 2002, Baggio được đề cử là Đại sứ thiện chí của Tổ chức Lương thực và Nông nghiệp Liên hợp quốc. Năm 2003, anh là người đầu tiên đoạt giải Bàn chân vàng. Để ghi nhận hoạt động nhân quyền của mình, anh đã nhận được giải thưởng Người vì hòa bình từ những người đoạt giải Nobel Hòa bình vào năm 2010. Năm 2011, anh là cầu thủ bóng đá đầu tiên được giới thiệu vào Đại sảnh Danh vọng Bóng đá Ý. Trong suốt sự nghiệp của mình, bao gồm cả những trận giao hữu, Baggio đã ghi được 425 bàn thắng.

## Tiểu sử
Baggio sinh tại Caldogno, Veneto, con trai của Matilde và Fiorindo Baggio. Ông có 7 anh chị em. Khi còn bé, ông luôn luôn có một sự quan tâm trong môn thể thao bóng đá và chơi cho một câu lạc bộ thanh niên địa phương trong khoảng thời gian chín năm. Sau khi ghi được 6 bàn thắng trong một trận đấu, Baggio đã bị thuyết phục bởi Antonio Mora người tìm kiếm tài năng của CLB Vicenza. Roberto Baggio là thứ sáu của 8 anh chị em. Em trai mình, Eddy Baggio, cũng là một cầu thủ bóng đá người chơi 86 trận đấu tại Serie B. Baggio kết hôn với bạn gái Andreina Fabbi của mình vào năm 1989. Họ có một cô con gái Valentina, và hai con trai, Mattia và Leonardo.

## Sự nghiệp câu lạc bộ

### 1976–1985: Thời kỳ đầu khởi nghiệp và Vicenza
Baggio bắt đầu sự nghiệp trẻ của mình sau khi được đội trẻ quê hương Caldogno chú ý khi mới 9 tuổi. Khi bước sang tuổi 11, anh đã ghi 45 bàn và thực hiện 20 đường kiến tạo sau 26 trận, đồng thời ghi 6 bàn trong một trận. Tài năng của anh đã được trinh sát Antonio Mora công nhận, và anh được đội trẻ Vicenza mua lại ở tuổi 13 với giá 300 bảng Anh (500.000 Lit). Sau khi ghi 110 bàn sau 120 trận, Baggio bắt đầu sự nghiệp chuyên nghiệp của mình với đội bóng cấp cao Vicenza vào năm 1983, ở tuổi 15.
Ở tuổi 16, Baggio có trận ra mắt Serie C với Vicenza vào ngày 5 tháng 6 năm 1983, trận thua 0-0 trên sân nhà trước Piacenza, trong trận đấu cuối cùng của mùa giải, vào sân thay người ở hiệp hai. Anh ghi bàn thắng đầu tiên ở Serie C1 trong mùa giải tiếp theo, vào ngày 3 tháng 6 năm 1984, từ một quả phạt đền trong chiến thắng 3–0 trước Brescia, câu lạc bộ mà anh đã nghỉ hưu vào năm 2004. Baggio ghi bàn thắng chuyên nghiệp đầu tiên trong sự nghiệp ở Coppa Italia Serie C trong chiến thắng 4–1 trên sân khách trước Legnano vào ngày 30 tháng 11 năm 1983. Anh cũng có trận ra mắt Coppa Italia với câu lạc bộ vào ngày 31 tháng 8 năm 1983, trước Palermo, và anh ghi bàn thắng đầu tiên ở Coppa Italia trong trận thua 4–2 trên sân khách trước Empoli, vào ngày 26 tháng 8 năm 1984. Trong mùa giải 1984–85 Serie C1 dưới sự dẫn dắt của huấn luyện viên Bruno Giorgi, anh ghi 12 bàn sau 29 lần ra sân, giúp câu lạc bộ thăng hạng lên Serie B. Baggio bắt đầu thu hút sự chú ý của các câu lạc bộ lớn hơn của Ý, đặc biệt là đội bóng Serie A Fiorentina, và phong cách chơi của anh ấy được so sánh với phong cách chơi của thần tượng Zico. Baggio cũng được trao giải Guerin d'Oro năm 1985 với tư cách là Cầu thủ xuất sắc nhất Serie C.
Vào cuối mùa giải cuối cùng của anh ấy tại Vicenza, Baggio bị đứt dây chằng chéo trước (ACL) và sụn chêm ở đầu gối phải khi thi đấu với Rimini vào ngày 5 tháng 5 năm 1985, trong khi cố gắng thực hiện một cú trượt bóng. Chấn thương xảy ra hai ngày trước khi hợp đồng chuyển nhượng chính thức của anh với Fiorentina được hoàn tất, và nó đe dọa nghiêm trọng đến sự nghiệp của anh, ở tuổi 18. Mặc dù một số bác sĩ của đội lo ngại anh sẽ không thi đấu nữa, Fiorentina vẫn giữ niềm tin vào anh, đồng ý cam kết với đội. chuyển nhượng cũng như tài trợ cho cuộc phẫu thuật cần thiết, một trong nhiều lý do khiến Baggio gắn bó với câu lạc bộ.

### 1985–1990: Fiorentina
Fiorentina mua Baggio vào năm 1985 với giá 1,5 triệu bảng. Trong thời gian ở câu lạc bộ, bất chấp những chấn thương ban đầu, anh đã trở nên cực kỳ nổi tiếng và được coi là một trong những cầu thủ xuất sắc nhất từ trước đến nay của câu lạc bộ. Trong mùa giải đầu tiên của anh với câu lạc bộ, Baggio đã không xuất hiện ở Serie A vì anh phải ngồi ngoài vì chấn thương; Fiorentina kết thúc ở vị trí thứ năm trong giải đấu và lọt vào bán kết Coppa Italia, khi Baggio có trận ra mắt câu lạc bộ ở giải đấu sau. Cuối cùng anh đã có trận ra mắt Serie A vào mùa giải tiếp theo vào ngày 21 tháng 9 năm 1986, trong chiến thắng 2–0 trên sân nhà trước Sampdoria, và anh ấy cũng có trận ra mắt châu Âu vào mùa giải đó vào ngày 17 tháng 9 năm 1986, trong một trận đấu Trận đấu tại Cúp UEFA với Boavista. Baggio bị một chấn thương đầu gối khác vào ngày 28 tháng 9, và anh phải phẫu thuật lại, phải khâu 220 mũi để phục hồi, kết quả là sụt 12 kg và vắng mặt gần hết mùa giải. Baggio trở lại và ghi bàn thắng đầu tiên ở giải đấu từ một quả đá phạt vào ngày 10 tháng 5 năm 1987 trong trận hòa 1-1 trước Napoli của Diego Maradona, nhà vô địch Serie A cuối cùng; Bàn gỡ hòa của Baggio đã cứu Fiorentina khỏi nguy cơ xuống hạng.
—Cựu huấn luyện viên Fiorentina Aldo Agroppi nói về Baggio.
Baggio đã dẫn dắt Fiorentina vào tứ kết Coppa Italia trong mùa giải 1988–89 dưới sự dẫn dắt của huấn luyện viên Sven-Göran Eriksson, ghi 9 bàn khi Fiorentina bị loại bởi nhà vô địch cuối cùng là Sampdoria. Mùa giải này sẽ là bước đột phá của Baggio khi anh ghi 15 bàn ở Serie A, đứng thứ ba trong danh hiệu capocannoniere (vua phá lưới). Anh cũng giúp Fiorentina cán đích ở vị trí thứ bảy ở Serie A và giành một suất tham dự UEFA Cup, kiến tạo bàn thắng duy nhất của Roberto Pruzzo trong trận đấu vòng loại với Roma. Anh đã hợp tác tấn công đáng chú ý với Stefano Borgonovo, và cặp đôi này đã ghi 29 trong số 44 bàn thắng ở Serie A của Fiorentina, có biệt danh là "B2". Màn trình diễn của Baggio đã nâng anh lên vị thế anh hùng trong lòng người hâm mộ và anh đã thu hút được nhiều lời khen ngợi từ một số chuyên gia. Đặc điểm của anh ấy khiến cựu cầu thủ Fiorentina Miguel Montuori nói rằng Baggio "năng suất hơn Maradona; anh ấy chắc chắn là số 10 xuất sắc nhất giải đấu", đồng thời nói rằng Baggio có "băng trong huyết quản" do sự điềm tĩnh trước khung thành.
Mặc dù Fiorentina đang vật lộn với việc xuống hạng trong mùa giải 1989–90, Baggio đã dẫn dắt câu lạc bộ đến trận chung kết Cúp UEFA 1990, để rồi bị đánh bại bởi câu lạc bộ tương lai của anh, Juventus. Baggio ghi 1 bàn sau 12 lần ra sân ở giải đấu, trong trận thắng 1–0 trên sân nhà ở vòng 16 trước Dynamo Kyiv, từ một quả phạt đền, vào ngày 22 tháng 11 năm 1989; đây là bàn thắng đầu tiên của anh ở các giải đấu châu Âu. Anh cũng ghi bàn thắng quyết định trong loạt sút luân lưu đầu tiên với Atlético Madrid. Với 17 bàn thắng, Baggio là cầu thủ ghi bàn nhiều thứ hai ở mùa giải 1989–90 Serie A sau Marco van Basten, và được trao giải Bravo cho cầu thủ U23 xuất sắc nhất ở các giải đấu châu Âu. Anh cũng đứng thứ tám trong Quả bóng vàng năm 1990. Với Fiorentina, Baggio ghi 55 bàn sau 136 lần ra sân, 39 trong số đó là ở Serie A, sau 94 lần ra sân.

### 1990–1995: Juventus
—Đồng đội cũ ở Juventus, David Platt về Baggio, 1995.
Năm 1990, Baggio được bán cho một trong những đối thủ của Fiorentina, Juventus, với giá 8 triệu bảng, kỷ lục chuyển nhượng thế giới đối với một cầu thủ bóng đá vào thời điểm đó. Anh kế thừa chiếc áo số 10 mà Michel Platini từng mặc. Sau khi chuyển giao, đã xảy ra bạo loạn trên đường phố Florence, khiến 50 người bị thương. Baggio trả lời người hâm mộ rằng: "Tôi buộc phải chấp nhận vụ chuyển nhượng."
Khi Juventus gặp Fiorentina vào ngày 7 tháng 4 năm 1991, Baggio từ chối thực hiện một quả phạt đền, nói rằng thủ môn Fiorentina Gianmatteo Mareggini biết quá rõ về anh ấy. Tuy nhiên, Luigi De Agostini, người thay thế Baggio, đá hỏng quả phạt đền và cuối cùng Juventus thua trận. Khi Baggio được thay ra, anh đã nhặt chiếc khăn Fiorentina được cổ động viên ném xuống sân, một cử chỉ mặc dù được người hâm mộ câu lạc bộ cũ đánh giá cao nhưng đã gây ra sự phẫn nộ trong những người ủng hộ Juventus, những người ban đầu không muốn chấp nhận Baggio. Anh khẳng định mình "luôn có màu tím" trong trái tim mình, với màu tím là màu của Fiorentina.

Trong mùa giải đầu tiên ở Juventus, Baggio ghi 14 bàn và thực hiện 12 pha kiến tạo ở Serie A, thường chơi phía sau các tiền đạo dưới thời Luigi Maifredi, mặc dù Juventus cán đích ở vị trí thứ 7 tại Serie A, ngoài suất dự vòng loại châu Âu. Tuy nhiên, Juventus đã lọt vào bán kết European Cup Winners 'Cup năm đó, giải đấu mà Baggio là Vua phá lưới với 9 bàn thắng, nâng tổng số bàn thắng trong mùa giải của anh lên 27 bàn. Juventus cuối cùng sẽ bị loại bởi "Dream Team" Barcelona của Johan Cruyff. Juventus cũng bị loại ở tứ kết Coppa Italia trước đội vô địch cuối cùng là Roma, với Baggio ghi ba bàn. Juventus cũng thua Supercoppa Italiana trước Napoli hồi đầu mùa; Baggio ghi bàn thắng duy nhất cho Juventus từ một quả đá phạt. Baggio xuất hiện lần thứ 100 tại Serie A trong trận hòa 0–0 trước Lazio vào ngày 21 tháng 10 năm 1990.
Trong mùa giải thứ hai, dưới sự dẫn dắt của huấn luyện viên mới Giovanni Trapattoni, Baggio về đích ở vị trí á quân sau Marco van Basten cho danh hiệu Vua phá lưới Serie A, ghi 18 bàn và cung cấp 8 đường kiến tạo, khi Juventus về nhì sau AC Milan của Fabio Capello. Ở Serie A, và gặp Parma trong trận chung kết Coppa Italia, trong đó Baggio ghi bàn trong chiến thắng 1–0 của câu lạc bộ ở trận lượt đi từ một quả phạt đền. Trong mùa giải thứ hai với câu lạc bộ, Baggio đã được người hâm mộ Juventus chấp nhận, vì anh được coi là người lãnh đạo mà lối chơi của câu lạc bộ xoay quanh. Tuy nhiên, Trapattoni thường triển khai Baggio ở vai trò cao hơn, dẫn đến những bất đồng nhỏ giữa cầu thủ này, huấn luyện viên của anh ấy và ban lãnh đạo Juventus.
Baggio được bổ nhiệm làm đội trưởng cho mùa giải 1992–93. Anh ấy đã có một mùa giải thống trị, giành được chiếc cúp câu lạc bộ châu Âu duy nhất trong sự nghiệp sau khi giúp Juventus vào chung kết UEFA Cup, trong đó anh ấy ghi hai bàn và kiến tạo một bàn thắng khác ở cả hai lượt trận, đánh bại Borussia Dortmund với tổng tỷ số 6–1. Trên đường đến trận chung kết, Baggio ghi hai bàn trong chiến thắng 2-1 trên sân nhà trước Paris Saint-Germain, ở trận bán kết lượt đi, và anh tiếp tục ghi bàn thắng duy nhất trong trận lượt về. Juventus cũng lọt vào bán kết Coppa Italia, để thua đối thủ địa phương và đội vô địch Torino về bàn thắng trên sân khách. Juventus đứng thứ tư ở Serie A mùa giải đó, mặc dù họ đã giành chiến thắng 3–1 trên sân khách trước nhà vô địch Serie A Milan, với việc Baggio ghi một bàn thắng cá nhân đáng nhớ đồng thời kiến tạo cho Andreas Möller bàn thắng đầu tiên trong trận đấu. Một trong những điểm nổi bật của mùa giải là việc Baggio ghi bốn bàn trong trận đấu cởi mở vào lưới Udinese trong chiến thắng 5–0 trên sân nhà của Juventus. Baggio một lần nữa là á quân cho danh hiệu capocannoniere Serie A với 21 bàn thắng và 6 đường kiến tạo. Anh đã ghi thành tích cá nhân tốt nhất là 30 bàn thắng trên mọi đấu trường cấp câu lạc bộ trong mùa giải đó, bên cạnh 5 bàn thắng cho đội tuyển quốc gia Ý. Trong năm dương lịch 1993, Baggio đã lập kỷ lục cá nhân 39 bàn trên mọi đấu trường, ghi 23 bàn ở Serie A, 3 bàn ở Coppa Italia, 8 bàn ở các giải đấu châu Âu và 5 bàn cho Ý, giúp đội tuyển quốc gia của anh đủ điều kiện tham dự World Cup. Màn trình diễn của Baggio trong suốt năm qua đã mang về cho anh cả giải Cầu thủ xuất sắc nhất châu Âu với 142 điểm trên tổng số 150 điểm, và giải Cầu thủ xuất sắc nhất thế giới của FIFA. Anh cũng được trao giải Onze d'Or, và Cầu thủ bóng đá thế giới của năm.
Trong mùa giải 1993–94, Baggio thường chơi ở vị trí tiền đạo thứ hai cùng với Gianluca Vialli hoặc Fabrizio Ravanelli, và đôi khi là cầu thủ trẻ Alessandro Del Piero; Juventus một lần nữa về nhì sau Milan ở Serie A, và Baggio về đích đứng thứ ba trong danh hiệu capocannoniere với 17 bàn thắng và 8 pha kiến tạo, trong khi câu lạc bộ bị loại ở tứ kết ở UEFA Cup trước Cagliari. Vào ngày 31 tháng 10 năm 1993, Baggio ghi một hat-trick trong chiến thắng 4–0 trước Genoa, trong đó có bàn thắng thứ 100 tại Serie A; anh ấy cũng kiến tạo một bàn thắng cho Möller trong trận đấu. Baggio xuất hiện lần thứ 200 tại Serie A vào ngày 5 tháng 12 năm 1993 trong chiến thắng 1–0 trước Napoli. Sau khi dính chấn thương vào đầu mùa giải đó, Baggio được phẫu thuật sụn chêm vào tháng 3 năm 1994. Baggio đứng thứ hai trong Quả bóng vàng năm 1994, thứ ba trong danh sách Cầu thủ xuất sắc nhất thế giới của FIFA năm 1994, và được trao giải Onze de Bronze năm 1994.
Trong mùa giải 1994–95, người thay thế Trapattoni, Marcello Lippi, muốn tạo ra một đội gắn kết hơn, ít phụ thuộc hơn vào Baggio, người được bố trí ở vị trí tiền đạo bên ngoài trong đội hình 4–3–3. Baggio bị chấn thương trong phần lớn mùa giải, phải nghỉ thi đấu hơn ba tháng sau khi dính chấn thương đầu gối trong trận gặp Padova vào ngày 27 tháng 11 năm 1994. Sau khi ghi bàn từ một quả đá phạt, anh được thay thế bởi Alessandro Del Piero, người tạm thời thay thế anh. Baggio trở lại đội hình xuất phát trong trận bán kết lượt đi Coppa Italia với Lazio ở Rome vào ngày 8 tháng 3 năm 1995, kiến tạo cho Fabrizio Ravanelli ghi bàn ấn định chiến thắng. Trong trận đấu đầu tiên ở Serie A trở lại sau chấn thương, vào ngày 12 tháng 3 năm 1995, Baggio ghi bàn thắng thứ hai cho Juventus trong chiến thắng 2–0 trước Foggia, và kiến tạo cho Ravanelli ghi bàn. Do chấn thương, Baggio chỉ ra sân 17 trận ở Serie A, nhưng vẫn đóng góp vào danh hiệu đầu tiên cùng Juventus khi đóng góp 8 bàn thắng và 8 đường kiến tạo. Anh kiến tạo 3 trong số các bàn thắng trong trận đấu quyết định chức vô địch với Parma, trận đấu mà Juventus thắng 4–0 tại Turin vào ngày 21 tháng 5 năm 1995. Anh giúp Juventus vô địch Coppa Italia năm đó, ghi hai bàn thắng và hai pha kiến tạo, ghi bàn thắng ấn định chiến thắng trong trận bán kết lượt về. Anh đã giúp dẫn dắt Juventus đến một trận chung kết UEFA Cup khác bằng cách ghi bốn bàn thắng, trong đó có hai bàn thắng và một pha kiến tạo trong cả hai lượt trận bán kết với Borussia Dortmund. Bất chấp màn trình diễn mạnh mẽ của Baggio, Juventus vẫn bị Parma đánh bại trong trận chung kết UEFA Cup.
Baggio ghi 115 bàn sau 200 lần ra sân trong 5 mùa giải ở Juventus; 78 bàn được ghi ở Serie A trong 141 lần ra sân. Năm 1995, Baggio được đề cử Quả bóng vàng và đứng thứ năm trong Giải thưởng Cầu thủ xuất sắc nhất thế giới của FIFA năm 1995. Ông cũng được trao Giải thưởng Onze d'Argent năm 1995, sau George Weah. Baggio hiện là cầu thủ ghi bàn nhiều thứ chín cho Juventus trên mọi đấu trường, và là cầu thủ ghi bàn nhiều thứ mười cho Juventus ở Serie A, cùng với Pietro Anastasi. Anh là cầu thủ ghi bàn nhiều thứ sáu cho Juventus tại Coppa Italia với 14 bàn thắng, đồng thời là cầu thủ ghi bàn nhiều thứ tư cho Juventus mọi thời đại ở các giải đấu châu Âu, đồng thời là cầu thủ ghi bàn nhiều thứ năm cho Juventus mọi thời đại ở các giải đấu quốc tế, với 22 bàn thắng. Năm 2010, anh được vinh danh là một trong 50 huyền thoại vĩ đại nhất của câu lạc bộ.

### 1995–1997: AC Milan
—Zinedine Zidane nói về việc Baggio bắt đầu từ băng ghế dự bị.
Năm 1995, Marcello Lippi, Roberto Bettega và Umberto Agnelli tuyên bố Baggio không còn góp mặt trong kế hoạch của họ ở Juventus và quyết định tập trung vào ngôi sao mới nổi Alessandro Del Piero, người sẽ kế thừa chiếc áo số 10 của Baggio. Baggio gặp khó khăn với Agnelli, Luciano Moggi và ban lãnh đạo Juventus trong mùa giải cuối cùng của anh, vì họ tuyên bố sẽ chỉ gia hạn hợp đồng với anh nếu anh ấy giảm 50% lương. Sau áp lực mạnh mẽ từ chủ tịch AC Milan Silvio Berlusconi và huấn luyện viên Fabio Capello, Baggio đã được bán cho câu lạc bộ với giá 6,8 triệu bảng, giữa nhiều sự phản đối từ người hâm mộ Juventus. Vào thời điểm đó, Baggio đã được liên hệ với Inter Milan, Real Madrid, và các câu lạc bộ ở giải Ngoại hạng Anh Manchester United và Blackburn Rovers.
Mặc dù Baggio ban đầu phải vật lộn với chấn thương vào đầu mùa giải đầu tiên với Milan, anh đã trở lại đội hình xuất phát và được chỉ định là người thực hiện quả phạt đền chính. Anh giúp Milan giành chức vô địch Serie A, đặc biệt là bàn thắng vào lưới đội bóng cũ Fiorentina từ một quả phạt đền trong trận đấu quyết định chức vô địch. Baggio kết thúc mùa giải với 10 bàn thắng trên mọi đấu trường, sau 34 lần ra sân; 7 bàn thắng của anh ấy được ghi ở Serie A trong 28 lần ra sân, đồng thời anh ấy cũng cung cấp 12 pha kiến tạo ở Serie A, khiến anh ấy trở thành cầu thủ kiến tạo hàng đầu mùa giải. Anh trở thành một trong sáu cầu thủ duy nhất giành được scudetto trong những năm liên tiếp với các đội khác nhau, và được người hâm mộ bầu chọn là cầu thủ xuất sắc nhất mùa giải của câu lạc bộ, mặc dù đóng vai trò sáng tạo hơn. Về cuối mùa giải, Baggio có bất đồng với Capello do thời gian thi đấu hạn chế, vì Capello cho rằng anh không còn đủ sức khỏe để thi đấu trong 90 phút; mặc dù Baggio thường xuyên đá chính nhưng anh ấy thường bị thay ra trong hiệp hai; trong suốt mùa giải, anh ấy chỉ chơi trọn vẹn 9 trận, bị thay ra 17 lần và vào sân từ băng ghế dự bị hai lần.
Trong trận mở màn Serie A 1996–97 dưới sự dẫn dắt của tân huấn luyện viên Milan Óscar Tabárez, Baggio ban đầu bị loại khỏi đội một, với lời nhận xét trước đây "ở đây không có chỗ cho các nhà thơ trong bóng đá hiện đại."  Baggio sau đó đã thuyết phục được huấn luyện viên người Uruguay về khả năng của mình và giành cho mình một suất trong đội hình xuất phát; anh ấy trở thành tâm điểm trong lối chơi tấn công của đội, và ban đầu được đá chính ở vị trí ưa thích sau George Weah, và đôi khi ở vị trí tiền vệ cánh trái hoặc tiền vệ trung tâm kiến tạo lối chơi. Sau một loạt kết quả đáng thất vọng, Baggio bị đẩy xuống băng ghế dự bị, và cựu huấn luyện viên Milan Arrigo Sacchi, cũng là cựu huấn luyện viên tuyển Ý mà Baggio đã tranh cãi sau World Cup 1994, được gọi vào thay thế. Mặc dù mối quan hệ của họ ban đầu được cải thiện, Sacchi đã hạn chế thời gian thi đấu của Baggio, và anh nhanh chóng sa sút phong độ, cùng với những người còn lại trong đội, khiến mối quan hệ của họ lại xấu đi. Milan đã không thể giữ được chức vô địch, kết thúc mùa giải ở vị trí thứ 11 đáng thất vọng, và họ lại bị loại một lần nữa ở tứ kết Coppa Italia. Baggio ra mắt UEFA Champions League vào mùa giải 1996–97, ghi bàn thắng đầu tiên ở giải đấu này, mặc dù Milan đã bị loại ở vòng bảng. Milan cũng để mất Supercoppa Italiana năm 1996 vào tay Fiorentina khi Baggio bị bỏ lại trên băng ghế dự bị. Trong thời gian ở Milan, Baggio ghi 19 bàn sau 67 lần ra sân trên mọi đấu trường; 12 bàn thắng của anh được ghi ở Serie A, trong 51 lần ra sân, 3 bàn được ghi ở Coppa Italia trong 6 lần ra sân, và 4 bàn được ghi ở các giải đấu châu Âu trong 10 lần ra sân.

### 1997–1998: Bologna
Năm 1997, Capello trở lại Milan, sau đó nói rằng Baggio không nằm trong kế hoạch của ông với câu lạc bộ. Baggio chọn chuyển đến Parma, nhưng huấn luyện viên lúc đó, Carlo Ancelotti, đã cản trở việc chuyển nhượng vì ông cũng không cảm thấy Baggio sẽ phù hợp với kế hoạch chiến thuật của mình. Ancelotti sau đó nói rằng ông hối hận vì quyết định này, nói rằng với sự ngây thơ của mình, ông tin rằng đội hình 4–4–2 là đội hình lý tưởng để thành công và ông cảm thấy rằng vào thời điểm đó, những cầu thủ sáng tạo như Gianfranco Zola và Baggio thì không tương thích với hệ thống này.
Baggio sau đó chuyển đến Bologna, nhằm mục đích cứu đội khỏi xuống hạng và giành một suất tham dự FIFA World Cup 1998. Baggio đã tìm lại phong độ của mình với câu lạc bộ và có một mùa giải thống trị, ghi 22 bàn thắng cá nhân ở Serie A, cũng như cung cấp 9 pha kiến tạo, đưa Bologna cán đích ở vị trí thứ tám, giúp họ đủ điều kiện tham dự UEFA Intertoto Cup. Baggio là cầu thủ người Ý ghi bàn nhiều nhất ở Serie A mùa đó và là cầu thủ ghi nhiều bàn thắng thứ ba ở Serie A. Màn trình diễn của anh đã giúp anh có được một suất trong đội tuyển Ý tham dự World Cup 1998. Baggio cũng dẫn dắt Bologna đến vòng 16 đội ở Coppa Italia, nơi anh ghi một bàn sau ba lần ra sân. Mặc dù anh đã trở thành người hùng trong lòng người hâm mộ, anh vẫn gặp khó khăn với huấn luyện viên Renzo Ulivieri, đặc biệt khi anh bị loại khỏi danh sách 11 người xuất phát trong trận gặp Juventus. Ulivieri sau đó phủ nhận từng gặp bất kỳ khó khăn nào với Baggio. Vào đầu mùa giải, Baggio cắt đi kiểu tóc đuôi ngựa mang tính biểu tượng của mình, đánh dấu sự tái sinh của anh . Baggio được bầu làm đội trưởng của Bologna trong một phần mùa giải, trước khi trao băng đội trưởng cho Giancarlo Marocchi. Baggio xuất hiện lần thứ 300 tại Serie A khi khoác áo Bologna, trong trận hòa 0–0 trước Empoli vào ngày 11 tháng 1 năm 1998. Baggio đã nhận được đề cử cho cả Quả bóng vàng và Cầu thủ xuất sắc nhất thế giới của FIFA nhờ màn trình diễn của anh ấy cho Bologna và Ý trong mùa giải đó. Anh cũng được đề cử cho giải Cầu thủ bóng đá Ý xuất sắc nhất năm 1998 và Cầu thủ xuất sắc nhất Serie A, lần lượt thua Alessandro Del Piero và Ronaldo.

### 1998–2000: Inter Milan
Sau World Cup 1998, Baggio ký hợp đồng với câu lạc bộ thời thơ ấu yêu thích của anh là Inter Milan để thi đấu tại UEFA Champions League. Sau chấn thương, kết quả đáng thất vọng và một số thay đổi về quản lý trong suốt mùa giải, bao gồm Luigi Simoni, Mircea Lucescu và Roy Hodgson, Baggio đã phải vật lộn để giành được thời gian thi đấu, và bị sử dụng ở vị trí tiền vệ cánh ,thường là để thay thế. Baggio ghi 5 bàn và thực hiện 10 pha kiến tạo trong 23 lần ra sân trong mùa giải 1998–99, khi Inter kết thúc ở vị trí thứ tám, bỏ lỡ một suất dự cúp châu Âu. Anh giúp Inter vào bán kết Coppa Italia, nhưng thua đội vô địch cuối cùng là Parma. Baggio đã ghi một bàn thắng vào lưới đội bóng cũ Bologna trong trận play-off châu Âu, nhưng Inter thua cả hai trận, không giành được quyền tham dự UEFA Cup. Baggio cũng ghi bốn bàn ở Champions League, giúp Inter vượt qua vòng loại để vào tứ kết, nơi họ bị loại bởi đội vô địch là Manchester United, cũng ghi một cú đúp đáng nhớ vào lưới đương kim vô địch Real Madrid ở vòng bảng.
Mùa giải 1999–2000, Marcello Lippi, huấn luyện viên cũ của Baggio tại Juventus, được bổ nhiệm làm huấn luyện viên mới của Inter. Lippi không ưu ái Baggio và loại anh khỏi đội hình trong phần lớn mùa giải với lý do Baggio đã sa sút phong độ. Trong cuốn tự truyện của mình, Baggio cho biết Lippi đã sa thải anh sau khi Baggio từ chối chỉ ra cầu thủ nào của Inter bày tỏ quan điểm tiêu cực về huấn luyện viên, đồng thời nêu bật một sự cố trong một buổi tập khi anh gọi Christian Vieri và Christian Panucci vì đã tán thưởng Baggio vì một pha phạm lỗi. hỗ trợ đáng chú ý.
Baggio hiếm khi được sử dụng và thường xuyên vào sân thay người, ghi 4 bàn sau 18 lần ra sân trong mùa giải Serie A thông thường. Anh ấy đã có 5 lần ra sân ở Coppa Italia, với bàn thắng duy nhất là vào lưới đối thủ địa phương A.C. Milan trong trận lượt về vòng tứ kết, khi giúp Inter lọt vào trận chung kết, chỉ để bị đánh bại bởi Lazio. Bất chấp thời gian thi đấu hạn chế, Baggio vẫn ghi một số bàn thắng quan trọng để giúp Inter cán đích ở vị trí thứ 4, cùng với Parma, chẳng hạn như bàn thắng ấn định chiến thắng trong trận đấu với Hellas Verona, bàn thắng mà anh ghi sau khi vào sân từ băng ghế dự bị, sau khi bị loại khỏi đội. kể từ ngày 18 tháng 12 năm 1999. Baggio trước đó cũng đã giúp Inter gỡ hòa trong trận đấu. Đây là lần đầu tiên Baggio ghi bàn cho Inter kể từ bàn thắng của anh vào ngày 27 tháng 5 mùa giải trước, và trong cuộc phỏng vấn sau trận đấu, anh phủ nhận những cáo buộc của Lippi liên quan đến phong độ cá nhân của anh.
Đóng góp quan trọng cuối cùng của Baggio cho Inter là ghi hai bàn thắng đáng nhớ vào lưới Parma trong trận play-off tranh suất cuối cùng còn lại ở Champions League, mà Inter thắng 3–1; Lippi buộc phải tung Baggio vào sân do một số chấn thương. Baggio được tờ báo thể thao Ý La Gazzetta dello Sport đánh giá điểm 10 hoàn hảo, trong đó mô tả màn trình diễn của anh là "hoàn hảo trong cả trận đấu". Trận đấu này được coi là một ví dụ về sự chuyên nghiệp của Baggio khi chủ tịch Inter Massimo Moratti từng tuyên bố Lippi sẽ chỉ ở lại nếu đội đủ điều kiện tham dự Champions League.

### 2000–2004: Brescia
—Carlo Mazzone, huấn luyện viên của Baggio tại Brescia.
Sau hai năm gắn bó với Inter, Baggio quyết định không gia hạn hợp đồng sắp hết hạn do mâu thuẫn với Marcello Lippi, khiến anh trở thành cầu thủ tự do ở tuổi 33. Anh được liên kết với một số câu lạc bộ Serie A, như Napoli và Reggina, cũng như nhiều câu lạc bộ Premier League và La Liga, bao gồm cả Barcelona.  Baggio cuối cùng đã chuyển đến tân binh Serie A Brescia dưới sự dẫn dắt của huấn luyện viên trưởng Carlo Mazzone, nhằm cứu họ khỏi xuống hạng; anh ở lại Ý để có cơ hội lớn hơn được triệu tập tham dự World Cup 2002. Anh được làm đội trưởng và được trao chiếc áo số 10, chơi ở vị trí tiền vệ tấn công.
Bất chấp vấn đề chấn thương trong nửa đầu mùa giải, Baggio đã tìm lại được phong độ của mình và ghi được 10 bàn thắng cùng 10 đường kiến tạo trong mùa giải 2000–01. Brescia kết thúc ở vị trí thứ bảy chung, thành tích tốt nhất ở Serie A kể từ khi giải đấu được tái lập vào năm 1946, và đủ điều kiện tham dự UEFA Intertoto Cup, đồng thời lọt vào tứ kết Coppa Italia, nhưng thua đội vô địch cuối cùng là Fiorentina. Baggio đã giúp Brescia vào chung kết UEFA Intertoto Cup 2001, nơi họ bị Paris Saint-Germain đánh bại vì luật bàn thắng sân khách. Baggio ghi một bàn trong giải đấu, trong trận chung kết từ một quả phạt đền. Màn trình diễn của anh đã giúp anh được đề cử Quả bóng Vàng năm 2001, và anh đứng thứ 25 chung cuộc trong bảng xếp hạng. Baggio là một trong những cầu thủ tấn công xuất sắc nhất giải đấu, giành được Giải thưởng Guerin d'oro năm 2001, do tạp chí thể thao Ý Guerin Sportivo trao tặng, cho cầu thủ có chỉ số trung bình cao nhất trong suốt mùa giải với ít nhất 19 lần ra sân. .
Vào đầu mùa giải 2001–02, Baggio ghi 8 bàn trong 9 trận đầu tiên, giúp anh đứng đầu bảng ghi bàn ở Serie A. Trong lần ra sân thứ tám trong mùa giải ở giải VĐQG, gặp Piacenza, Baggio ghi một bàn nhưng sau đó dính chấn thương. Một tuần sau, trước Venezia, anh ghi bàn từ một quả phạt đền, nhưng anh lại dính chấn thương nghiêm trọng hơn sau một pha va chạm mạnh khiến anh bị rách ACL ở đầu gối trái, khiến anh phải nghỉ thi đấu trong 4 tháng. Anh ấy bị chấn thương nghiêm trọng thứ hai trong mùa giải đó, rách sụn chêm ở đầu gối trái, sau khi trở lại đội và vào sân từ băng ghế dự bị, trong trận bán kết Coppa Italia với Parma vào ngày 31 tháng 1 năm 2002. Anh ấy được phẫu thuật vào ngày 4 tháng 2 năm 2002 và anh ấy đã trở lại thi đấu ba trận trước khi mùa giải kết thúc và hồi phục sau 76 ngày. Ngày 21 tháng 4 năm 2002, trong trận đấu đầu tiên sau khi trở lại, Baggio vào sân thay người và ghi hai bàn vào lưới Fiorentina, giúp Brescia giành chiến thắng. Anh lại ghi bàn vào lưới Bologna, cứu Brescia khỏi xuống hạng vào ngày thi đấu cuối cùng, và nâng tổng số bàn thắng trong mùa giải của anh lên 11 bàn sau 12 trận ở Serie A. Bất chấp màn trình diễn của Baggio và nhu cầu của công chúng, huấn luyện viên trưởng đội tuyển quốc gia Ý Giovanni Trapattoni không cho rằng anh hoàn toàn khỏe mạnh, khiến huấn luyện viên này loại Baggio khỏi đội hình cuối cùng tham dự World Cup 2002. Trapattoni cũng bày tỏ lo ngại về việc đưa Baggio đến World Cup do sự góp mặt của Francesco Totti và Alessandro Del Piero trong vai trò của anh, tin rằng điều này có thể tạo ra sự cạnh tranh giữa các cầu thủ. Sau khi bỏ lỡ giải đấu, Baggio đã đảo ngược quyết định giải nghệ ban đầu sau World Cup, bày tỏ ý định vượt qua mốc 200 bàn thắng ở Serie A.
Baggio duy trì phong độ cao dưới thời tân huấn luyện viên Gianni De Biasi. Baggio ghi 12 bàn và 9 pha kiến tạo trong mùa giải 2002–03, giúp Brescia cán đích ở vị trí thứ tám và một suất khác tại UEFA Intertoto Cup. Anh ghi bàn thắng thứ 300 trong sự nghiệp từ một quả phạt đền vào ngày 15 tháng 12 năm 2002, trong chiến thắng 3–1 trên sân nhà của Brescia trước Perugia, đồng thời kiến tạo một trong những bàn thắng của Igli Tare.
Trong mùa giải 2003–04, mùa giải cuối cùng trong sự nghiệp, Baggio ghi 12 bàn thắng và 11 đường kiến tạo. Anh ghi bàn thắng thứ 200 ở Serie A trong trận hòa 2–2 trước Parma vào ngày 14 tháng 3 năm 2004, cứu Brescia khỏi xuống hạng khi họ kết thúc mùa giải ở vị trí thứ 11. Baggio là cầu thủ đầu tiên sau gần 30 năm vượt qua cột mốc 200 bàn thắng và hiện chỉ là một trong bảy cầu thủ lập được kỳ tích này. Baggio ghi bàn thắng cuối cùng và thứ 205 trong sự nghiệp tại Serie A vào ngày thi đấu thứ hai cuối cùng, trong chiến thắng 2-1 trên sân nhà trước đội vô địch Coppa Italia Lazio vào ngày 9 tháng 5 năm 2004; anh cũng là người kiến tạo bàn thắng đầu tiên cho Brescia trong trận đấu đó. Baggio chơi trận đấu cuối cùng trong sự nghiệp vào ngày 16 tháng 5 năm 2004 vào ngày thi đấu cuối cùng của mùa giải tại San Siro gặp Milan, trận đấu kết thúc với thất bại 4–2 trước nhà vô địch Serie A; trong trận đấu, anh đã kiến tạo bàn thắng thứ hai cho Matuzalém. Ở phút 88, De Biasi vào thay Baggio, khiến 80.000 khán giả có mặt tại San Siro phải đứng dậy hoan hô anh; Đội trưởng của Milan, hậu vệ Paolo Maldini, đồng đội cũ của Baggio ở cả đội tuyển quốc gia Ý và Milan, cũng ôm lấy anh trước khi anh rời sân.
Với Brescia, Baggio ghi 46 bàn sau 101 lần ra sân trên mọi đấu trường, ghi 45 bàn sau 95 lần ra sân ở Serie A, và 1 bàn sau 2 trận đấu ở châu Âu. Baggio cũng đã có 4 lần ra sân ở Coppa Italia cùng Brescia. Baggio đã nghỉ hưu với tư cách là cầu thủ ghi bàn hàng đầu mọi thời đại của Brescia ở Serie A. Anh kết thúc sự nghiệp của mình với 205 bàn thắng ở Serie A, khiến anh trở thành cầu thủ ghi bàn nhiều thứ bảy mọi thời đại, sau Silvio Piola, Francesco Totti (người đã vượt qua anh vào năm 2011), Gunnar Nordahl, Giuseppe Meazza, José Altafini và Antonio Di Natale (người đã vượt qua anh ấy vào năm 2015). Chiếc áo số 10 của Baggio đã được Brescia cho nghỉ hưu để vinh danh anh và anh được coi là cầu thủ vĩ đại nhất từ trước đến nay của câu lạc bộ. Trước khi Baggio gia nhập Brescia, họ chưa bao giờ tránh được việc xuống hạng sau khi mới được thăng hạng lên Serie A, trong hơn 40 năm. Trong bốn năm dưới sự dẫn dắt của Baggio, Brescia đã có thành tích thi đấu tốt nhất từ trước đến nay tại Serie A và chưa bao giờ xuống hạng.

## Sự nghiệp quốc tế

### Sự ra mắt
Baggio ghi tổng cộng 27 bàn thắng sau 56 lần khoác áo đội tuyển quốc gia ở cấp độ cao, giúp anh trở thành cầu thủ ghi bàn nhiều thứ tư mọi thời đại của Ý, cùng với Del Piero, người ghi được tổng số bàn thắng sau 91 lần ra sân. Ở cấp độ trẻ, anh khoác áo U16 Ý bốn lần vào năm 1984, ghi ba bàn. Dưới thời Cesare Maldini, anh được triệu tập vào một trận đấu của đội U21 Ý gặp Thụy Sĩ vào ngày 16 tháng 10 năm 1987, mặc dù anh không được vào sân thay người và kỳ lạ là anh không thể ra sân cho azzurrini.
Lần đầu tiên anh được triệu tập ĐTQG cấp cao là do huấn luyện viên Azeglio Vicini trao cho anh, và anh ra sân lần đầu tiên cho Ý vào ngày 16 tháng 11 năm 1988 ở tuổi 21 trong chiến thắng giao hữu 1–0 trước Hà Lan, kiến tạo bàn thắng ấn định chiến thắng cho Gianluca Vialli. Anh ghi bàn thắng đầu tiên cho Ý vào ngày 22 tháng 4 năm 1989, từ một quả đá phạt trong trận hòa 1-1 trước Uruguay trong một trận giao hữu quốc tế ở Verona. Cuối năm đó, trong lần ra sân quốc tế tiếp theo trong trận giao hữu giữa Ý với Bulgaria, được tổ chức tại Cesena vào ngày 20 tháng 9, anh ghi cú đúp đầu tiên cho Ý trong chiến thắng 4–0, sau đó cũng kiến tạo cho bàn thắng của Andrea Carnevale bằng một quả tạt từ đường chuyền của một quả đá phạt trực tiếp, và góp phần vào pha phản lưới nhà của Nikolay Iliev bằng cách kiến tạo cho Vialli, người sau đó đã bị hậu vệ người Bulgaria làm chệch hướng.

### World Cup 1990
—Phản ứng của Bình luận viên ITV Alan Parry trước bàn thắng của Baggio trong trận đấu vòng bảng giữa Ý với Tiệp Khắc, tại World Cup 1990.
Baggio được triệu tập tham dự giải đấu World Cup đầu tiên vào năm 1990, trên sân nhà. Baggio xuất hiện trong năm trận đấu, bắt đầu trong bốn trận trong số đó, vì huấn luyện viên người Ý Azeglio Vicini muốn Gianluca Vialli giàu kinh nghiệm hơn đá chính trong trận gặp Argentina. Baggio vẫn có thể thể hiện khả năng của mình trong suốt giải đấu, và quyết định của Vicini không sử dụng anh thường xuyên hơn sau đó đã bị chỉ trích, vì sự kết hợp sáng tạo của Baggio với Salvatore Schillaci được khen ngợi. Baggio ghi hai bàn trong suốt giải đấu, bao gồm "bàn thắng của giải đấu" trong chiến thắng 2–0 trong trận đấu quốc tế đầu tiên của anh ấy, trong trận đấu cuối cùng vòng bảng của Ý với Tiệp Khắc. Bàn thắng khiến anh được so sánh với Giuseppe Meazza, liên quan đến một pha trao đổi với Giuseppe Giannini ở cánh trái, sau đó là một pha rê bóng từ hàng tiền vệ, trong đó Baggio đánh bại một số cầu thủ, dùng đòn nhử đánh nhầm chân vào hậu vệ cuối cùng, trước khi sút tung lưới đối phương. bóng qua thủ môn. Bàn thắng này sau đó được công nhận là bàn thắng đẹp thứ bảy trong lịch sử World Cup trong một cuộc thăm dò của FIFA.
Trong trận đấu ở vòng 16 đội với Uruguay mà Ý thắng 2–0, Baggio đá chính dẫn đến bàn thắng đầu tiên của Ý do công của Schillaci. Baggio cũng ghi một bàn thắng từ một quả đá phạt trực tiếp, nhưng bàn thắng không được công nhận vì trọng tài đã cho hưởng một quả đá phạt gián tiếp. Baggio cũng có một bàn thua do lỗi việt vị không chính xác trong trận tứ kết với Cộng hòa Ireland mà Ý thắng 1–0; Baggio một lần nữa tham gia vào pha dàn dựng dẫn đến bàn thắng ấn định chiến thắng của Schillaci. Ý bị loại trên chấm phạt đền trước đương kim vô địch Argentina ở bán kết sau khi hòa 1-1, mặc dù Baggio đã ghi được quả phạt đền trong loạt luân lưu. Baggio vào sân từ băng ghế dự bị trong hiệp hai thay cho Giannini, và suýt giành chiến thắng bằng một quả đá phạt trực tiếp, nhưng nó đã bị Sergio Goycochea cản phá.
Trong trận tranh huy chương đồng với Anh, Baggio trở lại đội hình xuất phát, xếp sau Schillaci. Anh ghi bàn thắng đầu tiên cho Ý trong trận đấu sau khi cướp bóng của Peter Shilton. David Platt gỡ hòa trong giây lát, nhưng khi đồng hồ còn năm phút, Baggio lập công cho Schillaci, người bị Paul Parker phạm lỗi trong vòng cấm. Mặc dù Baggio là người thường xuyên được chỉ định thực hiện quả phạt đền cho đội tuyển quốc gia, nhưng anh đã bước sang một bên để Schillaci ghi bàn và giành Chiếc giày vàng, một cử chỉ được giới truyền thông Ý ca ngợi. Baggio đã kiến tạo cho Nicola Berti ghi bàn vào những phút hấp hối của trận đấu, nhưng bàn thắng đó đã bị coi là việt vị không chính xác. Ý thắng trận 2–1, giành huy chương hạng ba.
Sau World Cup, Baggio không được Vicini triệu tập thường xuyên cho các trận đấu Vòng loại Euro 1992, chỉ ra sân ba lần và ghi hai bàn thắng khi Ý không vượt qua được vòng loại giải đấu, đứng thứ hai ở vòng loại sau Liên Xô.

### World Cup 1994
Dưới thời huấn luyện viên mới của Ý, Arrigo Sacchi, Baggio là cầu thủ ghi nhiều bàn thắng nhất cho đội của anh ấy trong chiến dịch vòng loại World Cup 1994, ghi 5 bàn trong tổng số 14 bàn thắng của đội sau 8 trận, đồng thời cung cấp 7 pha kiến tạo. Anh giúp Ý đứng đầu bảng và giành quyền tham dự World Cup 1994, đặc biệt là góp công vào chiến thắng của Dino Baggio trong trận đấu quyết định cuối cùng vòng bảng với Bồ Đào Nha, giúp Ý có được suất tham dự vòng chung kết. Một trong những màn trình diễn hay nhất của anh ấy trong chiến dịch vòng loại xảy ra vào ngày 14 tháng 10 năm 1992 trước Thụy Sĩ; Ý đang bị dẫn trước 2–0 trên sân nhà và Baggio đã dẫn dắt đội của anh lội ngược dòng với tỷ số hòa 2–2, ghi một bàn thắng. Dưới sự dẫn dắt của Sacchi, Baggio xuất hiện lần đầu tiên và duy nhất với tư cách là đội trưởng của Ý trong trận đấu vòng loại World Cup 1994 ở Glasgow gặp Scotland vào ngày 18 tháng 11 năm 1992. Tuy nhiên, anh bị thay ra ở những phút cuối cùng của trận hòa 0–0 sau khi bị thương ở xương sườn.
Bất chấp một loạt chấn thương trước giải đấu, Baggio vẫn được kỳ vọng sẽ trở thành một trong những ngôi sao của World Cup 1994, tham gia giải đấu với tư cách là đương kim Quả bóng Vàng và Cầu thủ xuất sắc nhất năm của FIFA, và tại đỉnh cao sự nghiệp của anh ấy; sau khởi đầu mờ nhạt, anh đã dẫn dắt đội của mình đến trận chung kết với ba màn trình diễn toàn thắng ở vòng loại trực tiếp, mặc áo số 10 và ghi được năm bàn thắng trong quá trình đó. Trong trận đấu đầu tiên đáng thất vọng trước Cộng hòa Ireland tại Sân vận động Giants, New Jersey, Ý đã bị đánh bại với tỷ số 1–0. Trong trận đấu thứ hai với Na Uy, anh tỏ ra có nhiều cảm hứng hơn; tuy nhiên, thủ môn Gianluca Pagliuca của Ý đã bị đuổi khỏi sân vì dùng tay chơi bóng ngoài vòng cấm. Luca Marchegiani được đưa vào để thay thế anh ta, và Arrigo Sacchi quyết định hy sinh Baggio trước sự phản đối kịch liệt của người hâm mộ. Baggio sau đó nói rằng Sacchi "điên". Ý thắng trận 1–0. Ý tiếp tục gây thất vọng khi trận đấu cuối cùng ở vòng bảng của họ kết thúc với tỷ số hòa 1-1 trước Mexico, và anh lại một lần nữa không tạo được ảnh hưởng đến kết quả. Người Ý đứng thứ ba trong bảng của họ, hứng chịu nhiều chỉ trích từ báo chí và chỉ đi tiếp từ vòng đầu tiên với tư cách là đội đứng thứ ba có thành tích tốt thứ tư; Chủ tịch Juventus Gianni Agnelli có biệt danh nổi tiếng là Baggio un coniglio bagnato ("con thỏ ướt"), ám chỉ thái độ chán nản của ông, hy vọng cú đâm đó sẽ thúc đẩy ông ghi bàn.
Sau khi thi đấu kém cỏi ở vòng bảng, Baggio đã tìm lại phong độ ở vòng loại trực tiếp, nơi anh ghi được 5 bàn thắng đáng nhớ. Anh ghi hai bàn ở vòng 16 đội, giúp đội tuyển Ý gồm 10 người đánh bại Nigeria 2-1 tại Sân vận động Foxboro ở Boston, sau khi bị dẫn trước trong phần lớn thời gian của trận đấu. Anh ghi bàn thắng đầu tiên của trận đấu khi đồng hồ còn hai phút, sau khi nhận bóng ở rìa vòng cấm từ Roberto Mussi. Sau đó, anh tiếp tục ghi bàn thắng quyết định từ một quả phạt đền trong hiệp phụ sau khi kiến tạo cho Antonio Benarrivo một đường chuyền lốp bóng, người sau đó bị phạm lỗi trong vòng cấm.
Baggio ghi một bàn thắng ấn định chiến thắng khác trong trận tứ kết để đánh bại Tây Ban Nha 2-1 khi còn ba phút. Sau khi nhận bóng từ Giuseppe Signori, anh rê bóng qua thủ môn người Tây Ban Nha Andoni Zubizarreta, ghi bàn từ góc hẹp. Anh cũng tham gia vào pha kiến tạo dẫn đến bàn thắng đầu tiên của Ý do công của Dino Baggio. Baggio đã có màn trình diễn xuất sắc nhất trận đấu ở bán kết; anh ghi thêm hai bàn thắng nữa để đánh bại Bulgaria 2-1 tại sân vận động Giants, đưa Ý vào chung kết World Cup lần đầu tiên sau 12 năm. Anh ghi bàn thắng đầu tiên sau khi đánh bại hai cầu thủ và đệm bóng từ ngoài vòng cấm vào góc dưới bên phải. Bàn thứ hai của anh được ghi bằng cú vô lê từ góc hẹp, được hỗ trợ bởi Demetrio Albertini bằng một cú lốp bóng.
Baggio đã không hoàn toàn bình phục cho trận chung kết với Brazil tại Rose Bowl ở Pasadena, California, sau khi bị kéo gân kheo trong trận bán kết và thi đấu với sự trợ giúp của một mũi tiêm thuốc giảm đau. Dù kém ưu thế hơn nhiều so với các trận đấu trước nhưng anh vẫn thử thách thủ môn người Brazil Cláudio Taffarel và tạo được một số cơ hội cho đồng đội. Trận đấu kết thúc với tỷ số 0–0 sau hiệp phụ; anh ấy đã thực hiện quả phạt đền cuối cùng của Ý trong loạt luân lưu, nhưng anh đã thực hiện quả đá phạt quyết định đi vọt xà ngang, đồng nghĩa với việc người Brazil đã giành được danh hiệu, dẫn đến một trong những khoảnh khắc khó chịu nhất trong lịch sử World Cup, và một sự bỏ lỡ mà sự nghiệp của anh thường gắn liền với nó.
Baggio đã mô tả pha bỏ lỡ khét tiếng này là khoảnh khắc tồi tệ nhất trong sự nghiệp của anh, nói rằng nó đã ảnh hưởng đến anh trong nhiều năm. Trong cuốn tự truyện của mình, khi kể lại lần bỏ lỡ, sau này ông đã phản ánh: "Những quả phạt đền chỉ được thực hiện bởi những người có đủ can đảm để thực hiện chúng." Trước anh, hai người Ý khác, Franco Baresi và Daniele Massaro, đã đá hỏng quả phạt đền. Sau khi dẫn dắt Ý đến trận chung kết với màn trình diễn đáng nhớ của mình, Baggio đã nhận được Quả bóng bạc với tư cách là cầu thủ xuất sắc thứ hai của giải đấu, sau Romário, đồng thời đứng thứ hai về số bàn thắng ghi được trong suốt giải đấu, mặc dù anh đã bỏ lỡ Chiếc giày đồng. , thuộc về Kennet Andersson và Romário. Anh ấy cũng có tên trong Đội hình toàn sao World Cup. Baggio về đích ở vị trí á quân cho Quả bóng vàng, với 136 điểm trên tổng số 245, và vị trí thứ ba cho Cầu thủ xuất sắc nhất thế giới của FIFA năm 1994.

## Danh hiệu

### Câu lạc bộ
Juventus
- Serie A: 1994–95
- Coppa Italia: 1994–95
- UEFA Cup: 1992–93

A.C. Milan
- Serie A: 1995–96

### Quốc tế
Ý
- FIFA World Cup á quân: 1994; hạng ba: 1990

## Thống kê
| Thành tích cấp CLB  | Thành tích cấp CLB  | Thành tích cấp CLB  | Giải vô địch | Giải vô địch | Cúp quốc gia | Cúp quốc gia | Cúp châu lục | Cúp châu lục | Tổng cộng | Tổng cộng |
| Mùa giải            | CLB                 | Giải vô địch        | Trận         | Bàn          | Trận         | Bàn          | Trận         | Bàn          | Trận      | Bàn       |
| Ý                   | Ý                   | Ý                   | Giải vô địch | Giải vô địch | Coppa Italia | Coppa Italia | Châu Âu      | Châu Âu      | Tổng cộng | Tổng cộng |
| ------------------- | ------------------- | ------------------- | ------------ | ------------ | ------------ | ------------ | ------------ | ------------ | --------- | --------- |
| 1982–83             | Vicenza             | Serie C1            | 1            | 0            | 1            | 0            | -            | -            | 2         | 0         |
| 1983–84             | Vicenza             | Serie C1            | 6            | 1            | 4            | 0            | -            | -            | 10        | 1         |
| 1984–85             | Vicenza             | Serie C1            | 29           | 12           | 5            | 2            | -            | -            | 34        | 14        |
| 1985–86             | Fiorentina          | Serie A             | 0            | 0            | 5            | 0            | -            | -            | 5         | 0         |
| 1986–87             | Fiorentina          | Serie A             | 5            | 1            | 4            | 2            | 1            | 0            | 10        | 3         |
| 1987–88             | Fiorentina          | Serie A             | 27           | 6            | 7            | 3            | -            | -            | 34        | 9         |
| 1988–89             | Fiorentina          | Serie A             | 30           | 15           | 10           | 9            | -            | -            | 40        | 24        |
| 1989–90             | Fiorentina          | Serie A             | 32           | 17           | 2            | 1            | 12           | 1            | 46        | 19        |
| 1990–91             | Juventus            | Serie A             | 33           | 14           | 6            | 4            | 8            | 9            | 47        | 27        |
| 1991–92             | Juventus            | Serie A             | 32           | 18           | 8            | 4            | -            | -            | 40        | 22        |
| 1992–93             | Juventus            | Serie A             | 27           | 21           | 7            | 3            | 9            | 6            | 43        | 30        |
| 1993–94             | Juventus            | Serie A             | 32           | 17           | 2            | 2            | 7            | 3            | 41        | 22        |
| 1994–95             | Juventus            | Serie A             | 17           | 8            | 4            | 2            | 8            | 4            | 29        | 14        |
| 1995–96             | Milan               | Serie A             | 28           | 7            | 1            | 0            | 5            | 3            | 34        | 10        |
| 1996–97             | Milan               | Serie A             | 23           | 5            | 5            | 3            | 5            | 1            | 33        | 9         |
| 1997–98             | Bologna             | Serie A             | 30           | 22           | 3            | 1            | -            | -            | 33        | 23        |
| 1998–99             | Inter Milan         | Serie A             | 23           | 5            | 6            | 1            | 6            | 4            | 35        | 10        |
| 1999–00             | Inter Milan         | Serie A             | 18           | 4            | 5            | 1            | -            | -            | 23        | 5         |
| 2000–01             | Brescia             | Serie A             | 25           | 10           | 2            | 0            | -            | -            | 27        | 10        |
| 2001–02             | Brescia             | Serie A             | 12           | 11           | 1            | 0            | -            | -            | 13        | 11        |
| 2002–03             | Brescia             | Serie A             | 32           | 12           | 0            | 0            | -            | -            | 32        | 12        |
| 2003–04             | Brescia             | Serie A             | 26           | 12           | 0            | 0            | -            | -            | 26        | 12        |
| Tổng cộng           | Ý                   | Ý                   | 488          | 218          | 88           | 38           | 61           | 31           | 637       | 292       |
| Tổng cộng sự nghiệp | Tổng cộng sự nghiệp | Tổng cộng sự nghiệp | 488          | 218          | 88           | 38           | 61           | 31           | 637       | 292       |

| Đội tuyển bóng đá Ý | Đội tuyển bóng đá Ý | Đội tuyển bóng đá Ý |
| Năm                 | Trận                | Bàn                 |
| ------------------- | ------------------- | ------------------- |
| 1988                | 1                   | 0                   |
| 1989                | 6                   | 3                   |
| 1990                | 9                   | 4                   |
| 1991                | 2                   | 1                   |
| 1992                | 7                   | 6                   |
| 1993                | 7                   | 5                   |
| 1994                | 12                  | 5                   |
| 1995                | 1                   | 0                   |
| 1996                | 0                   | 0                   |
| 1997                | 2                   | 1                   |
| 1998                | 6                   | 2                   |
| 1999                | 2                   | 0                   |
| 2000                | 0                   | 0                   |
| 2001                | 0                   | 0                   |
| 2002                | 0                   | 0                   |
| 2003                | 0                   | 0                   |
| 2004                | 1                   | 0                   |
| Tổng cộng           | 56                  | 27                  |

### Bàn thắng World Cup
| #  | Thời gian           | Địa điểm                                     | Đối thủ     | Bàn thắng | Tỉ số | World Cup | Vòng               |
| -- | ------------------- | -------------------------------------------- | ----------- | --------- | ----- | --------- | ------------------ |
| 1. | 19 tháng 6 năm 1990 | Stadio Olimpico, Rome, Ý                     | Tiệp Khắc   | 2 – 0     | 2–0   | 1990      | Vòng bảng          |
| 2. | 7 tháng 7 năm 1990  | Stadio San Nicola, Bari, Ý                   | Anh         | 1 – 0     | 2–1   | 1990      | Trận Tranh Hạng Ba |
| 3. | 5 tháng 7 năm 1994  | Sân vận động Foxboro, Foxborough, Hoa Kỳ     | Nigeria     | 1 – 1     | 2–1   | 1994      | Vòng 16 đội        |
| 4. | 5 tháng 7 năm 1994  | Sân vận động Foxboro, Foxborough, Hoa Kỳ     | Nigeria     | 1 – 2     | 2–1   | 1994      | Vòng 16 đội        |
| 5. | 9 tháng 7 năm 1994  | Sân vận động Foxboro, Foxborough, Hoa Kỳ     | Tây Ban Nha | 2 – 1     | 2–1   | 1994      | Tứ kết             |
| 6. | 13 tháng 7 năm 1994 | Sân vận động Giants, East Rutherford, Hoa Kỳ | Bulgaria    | 1 – 0     | 2–1   | 1994      | Bán kết            |
| 7. | 13 tháng 7 năm 1994 | Sân vận động Giants, East Rutherford, Hoa Kỳ | Bulgaria    | 2 – 0     | 2–1   | 1994      | Bán kết            |
| 8. | 11 tháng 6 năm 1998 | Stade du Parc Lescure, Bordeaux, Pháp        | Chile       | 2 – 2     | 2–2   | 1998      | Vòng bảng          |
| 9. | 23 tháng 6 năm 1998 | Stade de France, Saint-Denis, Pháp           | Áo          | 2 – 0     | 2–1   | 1998      | Vòng bảng          |